# RTL Snowmagazine
RTL Snowmagazine of Snowmagazine is een Nederlands televisieprogramma bij RTL 4. In iedere uitzending bezoeken de presentatoren een ander skigebied, meestal in de Europese Alpen. Het wordt tijdens het skiseizoen elke zondag uitgezonden.

## Snowmagazine (1989/1999)
Van 1989 tot en met 1999 werd snowmagazine afwisselend gepresenteerd door Daan Laroo (1989-1998), Anniko van Santen (1992-1993), Mabel van den Dungen (1996), Marleen Houter (1997) en Leontine Ruiters (1998-1999)

## RTL Snowmagazine (2008/heden)
In 2008 kwam snowmagazine onder de naam RTL Snowmagazine terug op de buis. Seizoen 2008/2009 was te zien op RTL 7. Vaak verblijven de presentatoren in een hotel van vaste sponsor Bizztravel. Presentatie is afwisselend door Pauline de Wilde (2008-2011), Sander Janson (2008-2020), Koert-Jan de Bruijn (2010-2012, 2020-heden), Sophie van Hoytema (2011-heden), Nadia Palesa (2014-2016), Sharon Wins (2014-2015), Golda Doof (2016-2017), Saskia Pieck (2017-heden), Patrick van der Graaff (2020-heden).